# Санкт-Петербургский государственный экономический университет
Санкт-Петербу́ргский госуда́рственный экономический университе́т (СПбГЭУ) — высшее учебное заведение Санкт-Петербурга, один из крупнейших учебных и научных центров России. Является одним из лидеров классического экономического образования в России. Создан в результате объединения Санкт-Петербургского государственного университета экономики и финансов (ФИНЭКа), Санкт-Петербургского государственного инженерно-экономического университета (ИНЖЭКОНа) и Санкт-Петербургского государственного университета сервиса и экономики (СПбГУСЭ).

## История
История СПбГЭУ берёт своё начало с Частных счетоводных курсов М. В. Побединского, созданных в 1897 году.
1906 год становится знаменательным в истории курсов. Они приобретают статус высшего учебного заведения — «Высшие коммерческие курсы М. В. Побединского». Этот год следует считать годом основания СПбГЭУ как высшего учебного заведения России. Для чтения лекций на курсах приглашаются лучшие преподаватели Политехнического института, Императорского университета и ряда других высших учебных заведений столицы: Е. В. Тарле, А. А. Корнилов, В. Н. Сперанский, С. В. Мыльников, министры финансов Временного правительства А. И. Шингарев и М. В. Бернацкий и другие.
В 1917 году Высшие коммерческие курсы преобразуются в Торгово-промышленный институт М. В. Побединского. Советская власть национализировала это частное учебное заведение. В 1919 году Торгово-промышленный институт входит в состав Института народного хозяйства имени Фридриха Энгельса.
В 1926 году в Ленинградском институте народного хозяйства (ЛИНХ) создаётся самостоятельное Промышленное отделение, выпускники которого (79 человек в 1927 г.) стали первыми инженерами-экономистами в нашей стране.
В 1930 году экономический факультет Политехнического института был расформирован и на его базе создано несколько экономических вузов, одним из которых стал Ленинградский финансово-экономический институт (ЛФЭИ).
26 июня 1930 года промышленное отделение было реорганизовано в Институт промышленности и труда. 21 августа 1930 года он был переименован в Ленинградский инженерно-экономический институт (ЛИЭИ).
В разные годы ВУЗ носил имена Фридриха Энгельса, Председателя Правительства СССР Вячеслава Молотова (1931—1957), лидера итальянских коммунистов Пальмиро Тольятти (1964—1992).
Институт несколько раз укрупнялся путём присоединения в 1934 году Московского финансово-экономического института, в 1940 году — Высшего финансово-экономического института (Ленинград) и Финансовой академии (Ленинград).
Несмотря на начало Великой Отечественной войны, 22 июня 1941 года, в ЛФЭИ продолжались занятия, однако в учебных помещениях были размещены госпитали. После нападения нацистской Германии на СССР уже в первые военные дни из ЛФЭИ ушли на фронт 414 студентов, 22 аспиранта, 46 сотрудников и 38 преподавателей. Был создан добровольческий полк, который уже через месяц был на передовой.
К сентябрю 1941 года, когда немецкие войска приближались к городу, учащиеся активно принимали участие в возведении оборонительных сооружений. Уже в первую блокадную зиму выпустился 51 студент.
К 1942 году учебный процесс не приостановился. Однако 19 марта 1942 года по приказу директора института учреждение эвакуировалось в Казань, но поезд, который проводил эвакуацию, прибыл в Ессентуки. Летом этого же года начались занятия, но к августу фашистские войска заняли город. ЛФЭИ был повторно эвакуирован и продолжил функционировать в Ташкенте.
К январю 1943 года советской армией были проведены успешные наступательные операции как под Ленинградом, так и в Пятигорске.
По распоряжению, подписанному заместителем председателя правительства Н. А. Вознесенским почти ровно через 2 года, 18 марта 1944 года, возобновляется работа по восстановлению Ленинградского финансово-экономического института.
1 сентября 1944 года в ЛФЭИ вновь начались регулярные занятия.
В 1954 году произошло слияние ЛФЭИ с Ленинградским плановым институтом.
В 1963 году институту было присвоено имя Н. А. Вознесенского. С 1966 по 1991 годы ректором ЛФЭИ был Юрий Александрович Лавриков.
23 сентября 1991 года постановлением Совета Министров РСФСР Ленинградский финансово-экономический институт им. Н. А. Вознесенского был преобразован в Санкт-Петербургский университет экономики и финансов.
В октябре 1991 года ректором университета стал Леонид Степанович Тарасевич. В декабре 2006 года новым ректором был избран Игорь Анатольевич Максимцев. В декабре 2011 года он был переизбран на новый срок. В октябре 2017 году переизбран ректором университета сроком на 5 лет.
1 августа 2012 года министр образования и науки Дмитрий Ливанов подписал приказ № 581 о создании Санкт-Петербургского государственного экономического университета путём объединения двух ведущих вузов города — ФИНЭКа и ИНЖЭКОНа (в 1992 г. институт приобретает статус академии. 19 июля 2000 г. академия преобразована в Санкт-Петербургский государственный инженерно-экономический университет (ИНЖЭКОН)).
6 ноября 2012 года учёный совет Санкт-Петербургского государственного университета сервиса и экономики (ГУСЭ) проголосовал за вхождение в состав СПбГЭУ. 29 декабря 2012 года был подписан приказ Министерства образования и науки России № 1128 о присоединении.
После реализации планов по присоединению ГУСЭ общее число студентов увеличилось до 63 тыс. человек, сотрудников — до 7 тыс. человек. Общая численность профессорско-преподавательского состава вуза — около 2,8 тыс. чел. Университет по числу студентов опередил СПбГУ и МГУ.
На начало 2020 года в СПбГЭУ обучалось 14 тысяч студентов, более 2 тысяч из которых — иностранные. В состав вуза входили 8 факультетов, 48 кафедр и 4 института.

## Структура университета
В структуре университета предусмотрено функционирование трёх институтов: Института экономики, Института управления и Института туризма и сервиса. Институт экономики реализует программы подготовки бакалавров и специалистов по экономическим и финансовым специальностям. Институт управления ведет подготовку бакалавров и специалистов в области менеджмента, управления качеством. Институт туризма и сервиса осуществляет подготовку студентов по программам бакалавриата и специалитета в сфере сервиса, туризма и смежных отраслей.

### Факультеты и институты
- Факультет экономики и финансов
- Гуманитарный факультет
- Юридический факультет
- Факультет информатики и прикладной математики
- Факультет управления
- Факультет бизнеса, таможенного дела и экономической безопасности
- Факультет сервиса, туризма и гостеприимства
- Институт дополнительного профессионального образования — «Высшая экономическая школа»
- Институт магистратуры
- Институт экономической безопасности
- Институт довузовской подготовки
- Институт подготовки и аттестации научно-педагогических кадров
- Международный институт экономики и политики (МИЭП)

## Издательская деятельность

### Периодика
- Газета «Экономист». Газета «Экономист» выходит ежемесячно с 1969 года. Более 45 лет издание является главным информационным ресурсом университета и публикуется тиражом 4000 экземпляров.
- Журнал «Ученые записки юридического факультета»
- Журнал «Известия СПбГЭУ»
- Журнал «Вестник Санкт-Петербургского государственного экономического университета»
- Журнал «Гипотеза»[5]. Журнал издаётся с 2017 года и является современной площадкой для научных изысканий для молодых учёных, преподавателей, представителей бизнеса и государственного сектора.

## Рейтинги
В 2014 году агентство «Эксперт РА» включило вуз в список лучших высших учебных заведений Содружества Независимых Государств, где ему был присвоен рейтинговый класс «D».
В 2017 году СПбГЭУ вошёл в топ-300 QS лучших вузов развивающихся стран Европы и Центральной Азии. 
Занял 6 место в рейтинге вузов России по количеству выпускников в составе правления крупнейших компаний России (RAEX-600) за 2017 год по
В 2018 году СПБГЭУ вошёл в Топ-25 элитных вузов по версии Forbes.
В 2019 году занял 31 место в рейтинге вузов России по версии РАЭКС.

## Нарушения академической и научной этики
По данным сетевого проекта Диссернет, в июле 2016 года СПбГЭУ входил в пятерку самых активных «диссерорезных фабрик» России: в университете было защищено более 200 диссертаций, в которых замечены нарушения академической и научной этики (плагиат), множество сотрудников университета участвовали в защите таких диссертаций в качестве диссертантов, научных руководителей или оппонентов.
На апрель 2021 в картотеке «Диссернета» было 239 сомнительных диссертаций. Также, по данным команды проекта, действующие сотрудники СПбГЭУ имели отношение к 316 случаям нарушения научной этики в аттестационной сфере.

## Студенческая жизнь
Санкт-Петербургский государственный экономический университет обладает развитой системой студенческого самоуправления — Совет обучающихся объединяет более 1000 студентов вуза и включает в себя 24 студенческих объединения. По итогам 2016 года Совет обучающихся вошёл в топ-10 органов студенческого самоуправления России. Вуз является участником чемпионатов в рамках розыгрыша Кубка Вузов.

## История здания
Главное здание университета — здание Ассигнационного банка Российской империи, построенного по проекту архитектора Джакомо Кваренги в 1783—1799 годах.

## Известные выпускники
См. также категорию Категория:Выпускники Санкт-Петербургского университета экономики и финансов
- Алхимов, Владимир Сергеевич — Герой Советского Союза (1945), председатель правления Госбанка СССР (1976—1986).
- Батрутдинов, Тимур Тахирович — российский комедийный актёр и телеведущий. Один из резидентов «Comedy Club» и бывший участник КВН.
- Белозёров, Олег Валентинович — генеральный директор — председатель правления ОАО «Российские железные дороги»[16].
- Дмитриева, Оксана Генриховна — депутат Государственной Думы РФ, министр труда и социального развития РФ (1998).
- Елисеева, Ирина Ильинична — российский статистик и экономист, член-корреспондент РАН, директор Социологического института РАН (2005—2015).
- Коровушкин, Александр Константинович — председатель правления Госбанка СССР (1958—1963).
- Кох, Альфред Рейнгольдович — председатель Госкомимущества России (1996—1997), заместитель председателя правительства РФ (1997).
- Листов, Борис Павлович — российский экономист, член Совета Федерации от Законодательного собрания Еврейской автономной области (2007—2009)[17][18][19].
- Медведева, Светлана Владимировна — супруга 3-го Президента России Дмитрия Медведева[20].
- Миллер, Алексей Борисович — председатель правления ПАО «Газпром»[16].
- Мордашов, Алексей Александрович — председатель совета директоров ПАО «Северсталь»[16].
- Никитин, Глеб Сергеевич — губернатор Нижегородской области с сентября 2018 года.
- Посконов, Алексей Андреевич — председатель правления Госбанка СССР (1963—1969).
- Саркисян, Тигран Суренович — с 2020 года заместитель председателя правления Евразийского банка развития, премьер-министр Республики Армения (2008—2014), председатель Центрального банка Армении (1998—2008)[21].
- Хованский, Юрий Михайлович — российский популярный видеоблогер, певец.
- Шевцова, Татьяна Викторовна — заместитель Министра обороны Российской Федерации с 4 апреля 2010 года.